# Schuttersgilde Excelsior
Schuttersgilde Excelsior is een schuttersgilde in de Nederlandse plaats Lobith. De schutterij werd in 1924 opgericht.

## Schuttersfeest
Een belangrijk evenement voor de schutterij is het jaarlijkse schuttersfeest. Dit begint op de vrijdag na Hemelvaartsdag in de tent aan de Jan van Kleefstraat en duurt tot en met de eerstvolgende dinsdag. Op de zondag van het Hemelvaartweekend loopt de schutterij tevens mee in de Sacramentsprocessie.
De schutterij brengt tijdens de feestdagen op diverse plaatsten een vendelhulde, onder andere aan de pastorie in Lobith en het verzorgingstehuis in Tolkamer. 
Een van de onderdelen van de schuttersdagen is het koningschieten. Sinds 2018 is er ook een variant voor kinderen tot 15 jaar oud: het jeugdkoningschieten. Vanaf 16 jaar kan aan de wedstrijd voor volwassenen worden deelgenomen.
De schuttersfeesten eindigen op dinsdagmiddag met het Wilhelmus als afsluiting. 

## Officierenkorps
Het officierenkorps bestaat uit verschillende secties en bestaat gewoonlijk uit een kleine 60 man. Het is het visitekaartje van de schutterij en begeleidt het koningspaar en het bestuur tijdens diverse gelegenheden zoals schuttersfeest, concoursen, koningsdag en andere aangelegenheden.
De verschillende secties zijn:
- Bielemannen
- Commandant en jeugd commandant
- Majoor en kapitein
- Ordonnansen
- Marketentsters
- Sabeldragers en vaandelofficieren
- Bestuur
- Geweerdragers
- Vendeliers